# Acanthocephalus anthuris
Acanthocephalus anthuris är en hakmaskart som först beskrevs av Félix Dujardin 1845.  Acanthocephalus anthuris ingår i släktet Acanthocephalus och familjen Echinorhynchidae. Inga underarter finns listade i Catalogue of Life.